# Kevin Müller (piragüista)
Kevin Müller (Magdeburgo, 20 de julio de 1988) es un deportista alemán que compitió en piragüismo en la modalidad de eslalon. Su hermano gemelo Kai compitió en el mismo deporte.
Ganó tres medallas en el Campeonato Mundial de Piragüismo en Eslalon entre los años 2010 y 2017, y cuatro medallas en el Campeonato Europeo de Piragüismo en Eslalon entre los años 2011 y 2016.

## Palmarés internacional
| Campeonato Mundial | Campeonato Mundial             | Campeonato Mundial | Campeonato Mundial |
| Año                | Lugar                          | Medalla            | Competición        |
| ------------------ | ------------------------------ | ------------------ | ------------------ |
| 2010               | Liubliana (Eslovenia)          | Medalla de bronce  | C2 por equipos     |
| 2015               | Londres (Reino Unido)          | Medalla de plata   | C2 por equipos     |
| 2017               | Pau (Francia)                  | Medalla de plata   | C2 por equipos     |
| Campeonato Europeo |                                |                    |                    |
| Año                | Lugar                          | Medalla            | Competición        |
| 2011               | Seo de Urgel (España)          | Medalla de plata   | C2 por equipos     |
| 2012               | Augsburgo (Alemania)           | Medalla de bronce  | C2 por equipos     |
| 2013               | Cracovia (Polonia)             | Medalla de bronce  | C2 por equipos     |
| 2016               | Liptovský Mikuláš (Eslovaquia) | Medalla de bronce  | C2 por equipos     |